# Шамаев, Дмитрий Михайлович
Дмитрий Михайлович Шамаев (род. 30 июня 1995, Ижевск) — российский и румынский биатлонист, призёр чемпионата России, двукратный чемпион мира среди юниоров. Мастер спорта России.

## Биография
Первый тренер — Р. В. Лопатин, ныне тренируется под руководством Виктора Анатольевича Чурина.

### Юниорская карьера
Становился победителем Кубка России среди юношей.
На чемпионате мира среди юниоров 2014 года в Преск-Айл выступал среди 19-летних спортсменов, завоевал золотую медаль в эстафете в составе сборной России вместе с Ярославом Костюковым и Виктором Плицевым, а также выиграл две бронзовые медали — в спринте и гонке преследования и занял девятое место в индивидуальной гонке. На чемпионате 2015 года не поднимался выше 16-го места. На чемпионате 2016 года в Кейле-Грэдиштей среди 21-летних биатлонистов, стал обладателем золотых медалей в эстафете вместе с Виктором Плицевым, Никитой Поршневым и Кириллом Стрельцовым, был пятым в индивидуальной гонке и занимал восьмые места в спринте и гонке преследования.
На чемпионате Европы среди юниоров 2015 года в Отепя стал победителем в смешанной эстафете вместе с Ульяной Кайшевой, Викторией Сливко и Александром Поварницыным.
Принимал участие в гонках юниорского Кубка IBU, лучший результат — пятое место в индивидуальной гонке на этапе в Ленцерхайде.
Становился победителем гонок первенства России по летнему биатлону среди юниоров.
На юниорском чемпионате мира по летнему биатлону 2016 года в Отепя был четвёртым в смешанной эстафете, 15-м — в спринте и 10-м — в гонке преследования.

### Взрослая карьера
На летнем чемпионате России 2016 года, будучи ещё в юниорском возрасте, принял участие во взрослой эстафете и завоевал бронзовые медали в составе команды Удмуртии.
На чемпионате России 2017 года завоевал серебряные медали в суперспринте.
Весной 2021 года получил гражданство Румынии и с сезона 2021/2022 представляет эту страну на международных стартах.